# ليلي بونيش
ليلى بونيش (بالفرنسية: Lili Boniche)، اسمه الحقيقي «إيلي بونيش». ولد في حي القصبة بالجزائر العاصمة عام 1921. أصبح أحد رموز ما يسمى بأغنية «الفرانكو أراب»، وهو النوع الغنائي الذي اقترن باسمه منذ خمسينيات القرن الماضي.
تجاوزت شهرته حدود الجزائر إلى أوساط اليهود الشرقيين «السيفارديم» والجاليات الجزائرية والمغاربية في فرنسا وأوروبا، توفي في 2008 جنوب فرنسا.

## روابط خارجية
- ليلي بونيش على موقع IMDb (الإنجليزية)
- ليلي بونيش على موقع ميوزك برينز (الإنجليزية)
- ليلي بونيش على موقع ديسكوغز (الإنجليزية)